# Свіноуйсьце (порт)
53°54′11″ пн. ш. 14°15′05″ сх. д. / 53.90305556° пн. ш. 14.25138889° сх. д.
Морський порт Свіноуйсьце (пол. Port morski Świnoujście) — польський морський порт, розташований на березі Поморської затоки, на південному узбережжі Балтійського моря, на островах Узнам і Волін. 
Порт розташований на протоці Свіна, у Свіноуйсьце, Західнопоморське воєводство. 
У порту є перевантажувальний причал, LNG -термінал, пасажирський термінал і пристань для яхт.

## Розташування
Порт розташований у північній частині протоки Свіна, яка з'єднується з Поморською затокою. 
Розташований на островах Узнам і Волін. 
Порт займає центральну частину міста Свіноуйсьце, як у східній, так і в західній частині.
Межі порту були перевизначені у 2022 році 
. 
Територія військового порту Свіноуйсьце, яка займає Вугільний басейн і Південний басейн, виключена з морського порту.
Порти Свіноуйсьце і Щецин є найближчими великими морськими портами до Чехії та східної Німеччини, зокрема до регіонів Берлін, Бранденбург і Мекленбург
.
Вони розташовані на найкоротшому шляху, що з'єднує Скандинавію з Центральною і Південною Європою, і на морському шляху, який з'єднує Росію і Фінляндію із Західною Європою через Балтійське море.

## Діяльність

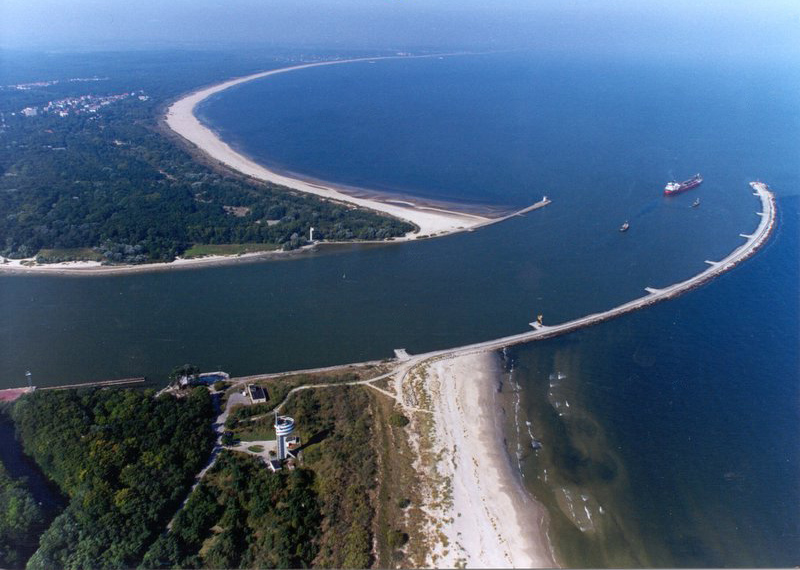
Хвилерізи гавані (2006)

Морські порти Свіноуйсьце і Щецин тісно пов'язані економічно, створюючи комплекс портів. 
Вони також з'єднані одним фарватером, що проходить через Щецинську лагуну. 
Усі великі морські судна мають проходити через порт Свіноуйсьце, щоб дістатися до Щецина. 
Обидва порти знаходяться під управлінням комунального підприємства — Управління морських портів Щецин і Свіноуйсьце.
Порти в Щецині та Свіноуйсьце утворюють універсальний портовий комплекс (один із найбільших на Балтійському морі), який відіграє одну з головних ролей у морській економіці Польщі 
. 
У 2014 році в порт Свіноуйсьце зайшло 4983 судна (включаючи кораблі каботажного флоту) 
.
У порту розміщено декілька об’єктів, які мають велике значення для морського транспорту, напр. термінал LNG, поромний термінал Свіноуйсьце, корабельня. 
У порту також працює компанія OT Port Świnoujście.
| Групи навантажень           | Оборот [тис тон] | %      |
| --------------------------- | ---------------- | ------ |
| Генеральні вантажі          | 4960,6           | 53,43% |
| Вугілля і кокс              | 2647,2           | 28,51% |
| Руда                        | 848,6            | 9,14%  |
| Сира нафта та нафтопродукти | 400,2            | 4,31%  |
| Збіжжя                      | 120,6            | 1,30%  |
| Деревина                    | 42,1             | 0,45%  |
| Інша маса                   | 264,3            | 2,85%  |
| Всього (Σ)                  | 9283,6           | 100%   |

## Умови судноплавства
Порт може використовуватися для суден максимальною довжиною 270 м, шириною 50 м і осадкою 13,50 м (за умови бронювання) 
. 
Вхідний канал до порту має довжину 32 морські милі, ширину від 180 до 200 м і глибину 14 м 
.
У порту немає припливів, але можливі коливання рівня води через нагоні вітри, що в залежності від напрямку вітру можуть досягати швидкості до 1,5 вузлів. 
Біля входу в гавань біля західного хвилерізу є Західна мілина.
Взимку порт зазвичай вільний від льоду. 
Ожеледиця портових басейнів і рейдів виникає тільки після періодів тривалих морозів.

## Інфраструктура

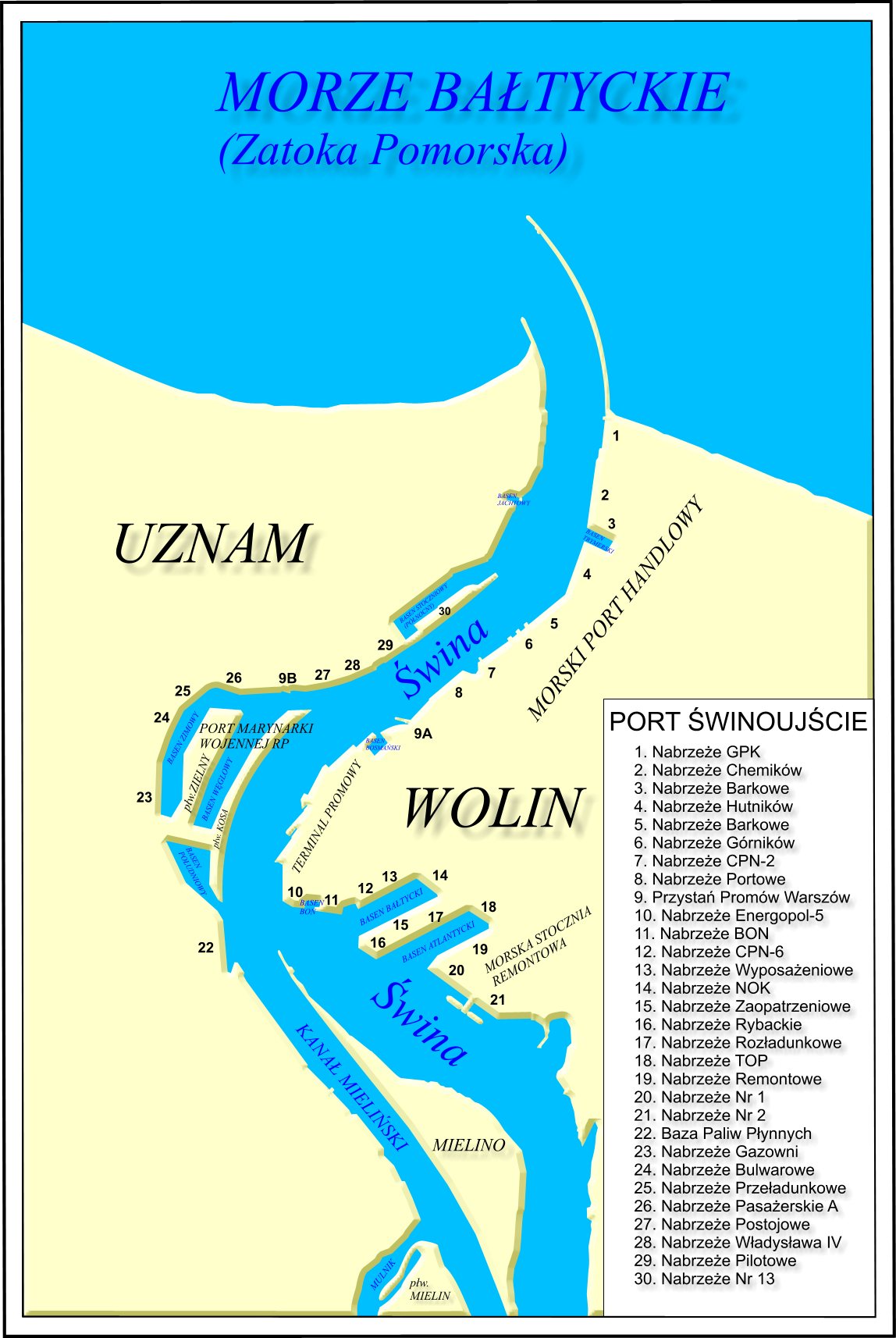
План морського порту (2007)

Порт охоплює басейн протоки Свіна від її гирла до басейну Баркови в Карсиборі (10 км фарватеру Свіноуйсьце-Щецин), а також прилеглі території та акваторії.
Вхід до порту захищений двома хвилерізами: центральним - довжиною 1400 м і західним - довжиною близько 300 м.
У 2006 році загальна довжина причалів у порту Свіноуйсьце становила 5634 м, з яких 5414 м були придатними для використання. 
Загальна довжина причалів глибиною понад 10,9 м, придатних для експлуатації, склала 1413 м. 
Загальна довжина перевантажувальних причалів, придатних для експлуатації, склала 4109 м 
.